# Mycosphaerella ellipsoidea
Mycosphaerella ellipsoidea är en svampart som beskrevs av Crous & M.J. Wingf. 1996. Mycosphaerella ellipsoidea ingår i släktet Mycosphaerella och familjen Mycosphaerellaceae.   Inga underarter finns listade i Catalogue of Life.